# Sh2-50
Sh2-50 (nota anche come RCW 164) è una nebulosa a emissione visibile nella costellazione dello Scudo.
Si individua nella parte sudoccidentale della costellazione, circa 2,5° a est della celebre Nebulosa Aquila (M16); si estende per 35 minuti d'arco in direzione di un ricco campo stellare della Via Lattea, in parte oscurata da dense nubi di polveri. Il periodo più indicato per la sua osservazione nel cielo serale ricade fra giugno e novembre; trovandosi a una declinazione di 15°S, la sua osservazione è leggermente facilitata dall'emisfero australe.
Si tratta di una grande regione H II situata sul Braccio del Sagittario a circa 1700 parsec (circa 5540 anni luce) di distanza dal sistema solare; la fonte della sua ionizzazione sarebbe WR 115, una stella di Wolf-Rayet di magnitudine apparente 11,84 situata al centro del giovane ammasso aperto Do 28. I processi di formazione stellare all'interno della nebulosa sono ancora attivi, come si evidenzia dalla presenza di alcune sorgenti di radiazione infrarossa, fra le quali vi è IRAS 18228-1447, e una sorgente di onde radio.
Sh2-50 si trova alla stessa distanza dell'associazione Scutum OB3, una brillante associazione OB comprendente l'ammasso Do 28 e una decina di stelle massicce e brillanti; la componente più luminosa è HD 169454, una ipergigante blu di magnitudine apparente 6,61 e classe spettrale B1Ia+, dove il + sta a indicare l'estrema luminosità intrinseca di questa stella, di fatto una delle più brillanti conosciute. In totale nell'associazione sono note sette stelle di classe B, di cui 5 sono supergiganti, e tre di classe O. Nei pressi di HD 169454 si trova una nube di gas ad alta velocità, il cui moto dipende dall'espansione di una bolla causata probabilmente dall'esplosione di una vicina supernova; la stella esplosa sarebbe stata uno dei membri più massicci dell'associazione.